# Gaetano Arangio-Ruiz (1857-1936)
Gaetano Arangio-Ruiz (Augusta, 18 aprile 1857 – Torino, 30 luglio 1936) è stato un giurista italiano del Regno d'Italia, specializzato nel diritto costituzionale.
Non va confuso con il nipote omonimo, anch'egli giurista, nato nel 1919.

## Biografia
Nacque nel 1857 ad Augusta, in provincia di Siracusa, da Vincenzo Arangio e Agata Ruiz.
Frequentò l'università a Napoli e si laureò in giurisprudenza con una tesi sul diritto romano nel 1879, esercitando negli anni successivi la professione di avvocato. Nel 1885 iniziò a pubblicare le prime opere di argomento giuridico e nel 1887 divenne libero docente di diritto costituzionale presso la sua alma mater.
Nel 1898 pubblicò la sua opera più nota, Storia costituzionale del Regno d'Italia e divenne professore straordinario all'Università di Modena. Dalle sue lezioni ricavò le Istituzioni di diritto costituzionale italiano (1913). Passò quindi all'università di Macerata, dove fu professore ordinario e poi rettore. Nel 1910 tornò a Modena, dove insegnò fino al 1925-1926, quando si trasferì infine all'Università di Torino.
Morì nel 1936 nel capoluogo piemontese.
Ebbe quattro figli, dei quali Vincenzo fu uno dei maggiori studiosi di diritto romano e Vladimiro un filosofo e grecista.

## Opere
- Storia costituzionale del Regno d'Italia, Firenze, 1898.
- Istituzioni di diritto costituzionale italiano, Milano-Torino-Roma, Fratelli Bocca, 1913.
- Leggi ed eventi costituzionali del periodo bellico e post-bellico, Modena, Università degli Studi, 1925.
- Lezioni di diritto costituzionale, Torino, 1930.